# Nincs kettő négy nélkül
A Nincs kettő négy nélkül (eredeti cím: Non c'è due senza quattro) 1984-ben bemutatott olasz filmvígjáték, melynek főszereplői Bud Spencer és Terence Hill. Leginkább arról ismert, hogy a két színész kettős szerepet játszik. A film nagy része Brazíliában készült, bár nem koprodukciós, de több brazil színész és statiszta is segédkezett a forgatáson, így Dary Reis, aki hazájának neves színészei közé tartozott.
Eredetileg terveztek egy olyan Piedone filmet forgatni Bud Spencerrel, amely Rióban játszódik, ám mivel az utolsó alkotás, a Piedone Egyiptomban nem érte el a kívánt sikert, ezért lemondtak a folytatásról. Azonban egy brazil helyszínű Bud Spencer-film mégis megvalósult, Terence Hill-lel közösen, amely így lett a Nincs kettő négy nélkül.
Az élőszereplős játékfilm rendezője E.B. Clucher, producere Vittorio Galiano. A forgatókönyvet Marco Barboni írta, a zenéjét Franco Micalizzi szerezte. A mozifilm a Trans-Cinema TV gyártásában készült, a CEIAD forgalmazásában jelent meg. Műfaja akcióvígjáték.
Olaszországban 1984. október 21-én, Magyarországon 1986. április 17-én, felújított változattal 2017. március 2-án mutatták be a mozikban.

## Cselekmény
Két brazil milliárdos unokatestvér halálos fenyegetést kap. Biztonságuk érdekében egy hasonmásokat felkutató nemzetközi ügynökséghez fordulnak. Az ügynökség rátalál két amerikaira, a börtönbüntetését töltő, mellette egy dzsesszegyüttesben szaxofonozó Greg Wonderre és a kaszkadőr Eliott Vance-ra. Kezdetben felmerül pár nehézség: Greg és Eliott az első pillanatban nem szimpatikusak egymásnak, a megbízóikra csak külsőleg hasonlítanak. A magas összegű jutalomért azonban vállalják a helyettesítést, sőt az ellenség legyőzését is…

## Szereposztás
| Szereplő                                            | Színész           | Magyar hang                                         |
| --------------------------------------------------- | ----------------- | --------------------------------------------------- |
| Elliot Vance                                        | Terence Hill      | Ujréti László                                       |
| Don Bastiano João Coimbra de la Coronilla y Azevedo | Terence Hill      | Ujréti László                                       |
| Greg Wonder                                         | Bud Spencer       | Bujtor István                                       |
| Don Antonio Coimbra de la Coronilla y Azevedo       | Bud Spencer       | Bujtor István                                       |
| Olympia Chavez                                      | April Clough      | Gór Nagy Mária                                      |
| Tango                                               | Nello Pazzafini   | Gruber Hugó                                         |
| A dublőrügynökség igazgatója                        | Harold Bergman    | Tyll Attila                                         |
| Van der Bosch parancsnok                            | Dary Reis         | Buss Gyula                                          |
| Rendőrezredes                                       | C. V. Wood, Jr.   | Huszár László                                       |
| Főkomornyik                                         | José Van de Kamp  | Dobránszky Zoltán (1. hang) Koroknay Géza (2. hang) |
| Titkár                                              | Fernando Amaral   | Rátonyi Róbert                                      |
| Nadino                                              | Roberto Roney     | Usztics Mátyás                                      |
| Vinicio                                             | Athayde Arcoverde | Szacsvay László                                     |
| Főnök                                               | Claudioney Penedo | Rajhona Ádám                                        |
| Doktor                                              | Dennis Bourke     | Kaló Flórián                                        |
| Bérenc, Tango csatlósa                              | Franco Ukmar      | Botár Endre                                         |
| Mike                                                | N/A               | Botár Endre                                         |
| Az Elliot Vance-t felkutató ügynökök                | N/A               | Varga T. József                                     |
| Az Elliot Vance-t felkutató ügynökök                | N/A               | Sörös Sándor                                        |
| A Greg Wondert felkutató ügynökök                   | N/A               | Csikos Gábor                                        |
| A Greg Wondert felkutató ügynökök                   | N/A               | Versényi László                                     |
| Zeffa, a szakácsnő                                  | N/A               | Czigány Judit                                       |
| Kocsmáros                                           | N/A               | Szabó Ottó                                          |
| Rendőrtiszt                                         | N/A               | Vogt Károly                                         |
| Rendőrök                                            | N/A               | Vass Gábor                                          |
| Rendőrök                                            | N/A               | Rátóti Zoltán                                       |

## A „kettősség”
Azokat a jeleneteket, ahol a hasonmások együtt vannak, montázzsal készítették el, vagyis két külön leforgatott felvételt vágtak egybe. Más jeleneteknél dublőrök voltak jelen, akiket csak háttal lehetett látni. A módszer nagyon egyszerű volt, de a film a mai napig teljesen hitelesnek tűnik.

## Televíziós megjelenések
TV-2, RTL Klub / RTL, Film+, Cool, Film+ 2, Poén TV / Prizma TV / RTL+ / RTL Három